# Zoe Hives
Zoe Hives (Ballarat, 24 ottobre 1996) è una tennista australiana.

## Biografia
Nel 2019 ha vinto il primo titolo WTA in doppio e raggiunto il secondo turno all'Australian Open. Attualmente è allenata da Michael Logarzo.

## Statistiche WTA

### Doppio

#### Vittorie (1)
| Legenda               |
| --------------------- |
| Grande Slam (0)       |
| Ori Olimpici (0)      |
| WTA Finals (0)        |
| Premier Mandatory (0) |
| Premier 5 (0)         |
| Premier (0)           |
| International (1)     |
| WTA 125s (0)          |

| N. | Data           | Torneo                        | Superficie  | Compagna     | Avversarie in finale        | Punteggio |
| 1. | 13 aprile 2019 | Claro Open Colsanitas, Bogotà | Terra rossa | Astra Sharma | Hayley Carter Ena Shibahara | 6-1, 6-2  |

## Statistiche ITF

### Singolare

#### Vittorie (4)
| Torneo $100.000 (0) |
| Torneo $80.000 (0)  |
| Torneo $60.000 (1)  |
| Torneo $25.000 (2)  |
| Torneo $15.000 (1)  |

| N. | Data            | Torneo                                                   | Superficie  | Avversaria in finale | Punteggio        |
| 1. | 5 aprile 2015   | Melbourne Park Tennis International, Melbourne           | Terra rossa | Sally Peers          | 7-5, 6–2         |
| 2. | 7 gennaio 2018  | City of Playford Tennis International, Città di Playford | Cemento     | Alexandra Bozovic    | 6–4, 5–7, 7–6(4) |
| 3. | 14 ottobre 2018 | Toowoomba Tennis International, Toowoomba                | Cemento     | Ellen Perez          | 6-0, 6–2         |
| 4. | 4 novembre 2018 | Canberra Tennis International, Canberra                  | Cemento     | Olivia Rogowska      | 6–4, 6–2         |

#### Sconfitte (1)
| Torneo $100.000 (0) |
| Torneo $80.000 (0)  |
| Torneo $60.000 (1)  |
| Torneo $25.000 (0)  |
| Torneo $15.000 (0)  |

| N. | Data           | Torneo                                            | Superficie | Avversaria in finale | Punteggio      |
| 1. | 28 luglio 2019 | Braidy Industries Women's Tennis Classic, Ashland | Cemento    | Ellen Perez          | 2-6, 2-3, rit. |

### Doppio

#### Vittorie (2)
| Torneo $100.000 (0) |
| Torneo $80.000 (0)  |
| Torneo $60.000 (1)  |
| Torneo $25.000 (1)  |
| Torneo $15.000 (0)  |

| N. | Data             | Torneo                                      | Superficie | Compagna            | Avversarie in finale          | Punteggio        |
| 1. | 11 novembre 2017 | William Loud Bendigo International, Bendigo | Cemento    | Alison Bai          | Asia Muhammad Arina Rodionova | 4–6, 6–4, [10–8] |
| 2. | 8 giugno 2018    | ITF Women's Circuit Singapore, Singapore    | Cemento    | Olivia Tjandramulia | Miyabi Inoue Junri Namigata   | 6–4, 4–6, [10–6] |